# サリー・イップ

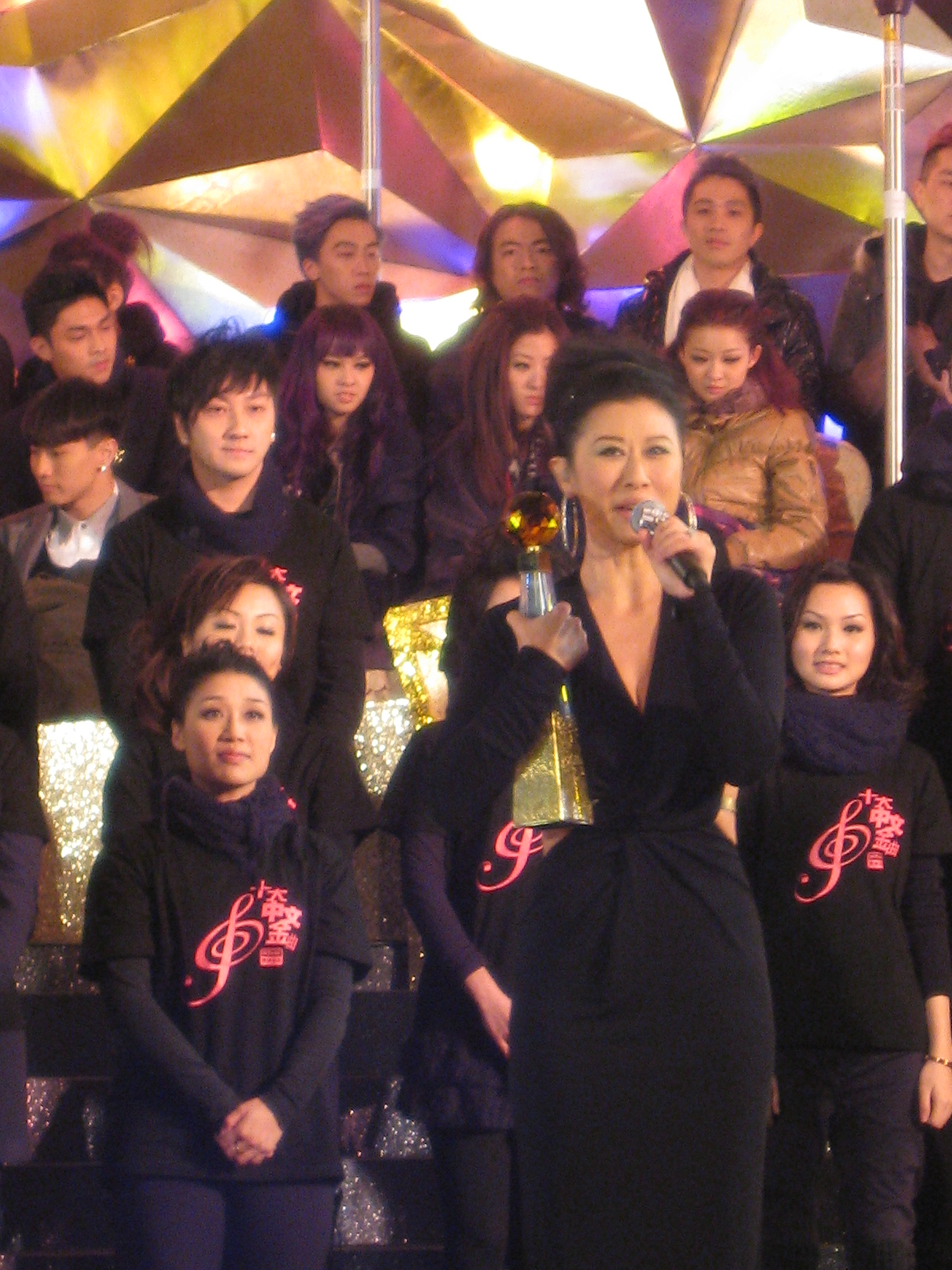
2011年1月、香港

サリー・イップ（サリー・イェー、葉 蒨文、Sally Yeh、1961年9月30日 - ）は、台湾生まれの歌手・女優。

## 経歴
台北市生まれ。4歳のときに家族とともにカナダに移住したが、1980年に台湾に帰省した際にスカウトされて映画デビュー。その後、歌手としてもデビューする。1984年に活動拠点を香港に移し広東語曲でデビューすると、多くのヒット曲を出して瞬く間にトップ歌手の座に着いた。女優としても、1986年の『北京オペラブルース』で香港電影金像奨の主演女優賞にノミネートされるなどの活躍をするが、1991年には女優業を引退して、北京語歌手として再出発し再びブレイク。1996年に、長く不倫関係にあった歌手のジョージ・ラムと結婚した後は、夫の芸能活動をサポートする側に回っている。

## アルバム
※日本で発売したCDのみ記述。

### 広東語のスタジオ・アルバム
| 枚  | 発売日        | 商品番号 | 定価            | 発売元                         | タイトル           | オリコン 最高位 | RIAJ認定 |
| --- | ------------- | -------- | --------------- | ------------------------------ | ------------------ | --------------- | -------- |
| 1st | 1994年7月25日 | WPCR-63  | ¥ 2,447（税込） | ワーナーミュージック・ジャパン | ユー・アー・フリー |                 |          |

- 1980年 - 「春天的浮雕」
- 1981年 - 「愛的詩篇」
- 1982年 - 「愛的出發點」「答應我」
- 1983年 - 「再好的離別也會思念」
- 1984年 - 「葉蒨文」「葉蒨文1」
- 1985年 - 「葉蒨文2」
- 1986年 - 「葉蒨文3」
- 1987年 - 「甜言密語」「葉蒨文 Remix EP」「祝福」
- 1989年 - 「面對面」「只愛一次」「命運我操縱」
- 1990年 - 「珍重」「秋去秋來」「諾言」「尋覓」「如果有縁」
- 1991年 - 「關懐」「葉蒨文影視金曲」「心裡的陽光」「憑千個心」
- 1992年 - 「瀟灑走一回」「紅塵」「眞心眞意過一生」
- 1993年 - 「與你又過一天」「明月心」
- 1994年 - 「ユー・アー・フリー」「離開情人的日子」「完全是你精選金曲」
- 1995年 - 「Simple Blank & White」「眞心」「葉蒨文流行金曲精選 1985-1995 10年情歌紀念版」
- 1996年 - 「True」「燭光」
- 1997年 - 「蒨意」「關心」
- 1998年 - 「繁我心弦」「華納我愛經典系列」
- 1999年 - 「零時十分」「華納暢銷經典 - 葉蒨文」「華納暢銷經典 - 葉蒨文3」
- 2000年 - 「華納暢銷經典系列－關懐」「華納暢銷經典系列－縁定今生」「華納暢銷經典系列－影視金曲」
- 2001年 - 「葉蒨文國語精選」「女人情懷精選16首」「華納23週年紀念精選系列」「葉蒨文珍重經典十三首」
- 2002年 - 「你聴到」「葉蒨文經典十三音」「The 34 Selection of Sally Ip's "For Life"」
- 2003年 - 「出口」「愛情的名字」「葉蒨文真我在舞台音樂會」「Inside Out」
- 2004年 - 「陳奕迅 & 葉蒨文 903 id Club拉闊音楽會」「Now's My Prime」「華納暢銷經典 - 祝福經典十三首」
- 2005年 - 「葉蒨文 x 港樂 Sally Yeh HKPO Live CD」「葉蒨文 XRCD Special」
- 2006年 - 「華納No.1系列」
- 2007年 - 「葉蒨文 最出色系列精選」「葉蒨文」「葉蒨文祝福經典十三首」
- 2008年 - 「女人情懷精選16首」
- 不明 - 「華納超極品葉蒨文Vol.2」「昨葉情18首情歌 全記録」「葉蒨文合唱金曲經典」「華納超極品葉蒨文」「華納國語超極品葉蒨文」「瀟灑明月心」

## 曲調の傾向
- 民謡 - 「紅塵」
- 中華旋律を多用した伝統派ポップス - 「瀟灑走一回」「人生其實很簡單」
- 欧米的な都会派ポップス - 「你今天要走」「自信」
- 欧米日のカヴァー曲 - 「女人的弱點」(CHAGE and ASKA)、「春天的天氣」(リック・プライス)、「深呼吸」(トニー・ブラクストン)

## 出演作品

### 映画
- アマゾネス・コマンドー 美女脱獄囚:地獄のX作戦（1984年）
- セクシー・コマンド部隊 ピンク・フォース（1984年）
- チョウ・ユンファの悪霊退治 デビル・バスターズ（1984年）
- 上海ブルース（1984年）
- 迷宮少女 サイキック・ガール（1985年）
- 新Mr.Boo!鉄板焼（1985年）
- プロテクター（1985年）[2]
- 悪漢笑撃隊（1986年）
- 北京オペラブルース（1986年）
- スペクターX（1986年）
- 激光人 レーザーマン（1988年）
- 大丈夫日記（1988年）
- ロボフォース 鉄甲無敵マリア（1988年）
- 狼 男たちの挽歌・最終章（1989年）